# 迈赫什·巴布
加塔馬內尼·迈赫什·巴布（英語：Ghattamaneni Mahesh Babu，1975年8月9日—），印度男演员、制片人、媒体人，他主要从事與泰卢固电影有關的工作。  他生於金奈的一個讲泰卢固语的家庭。